# Семибратская
Семибратская — река в России, течёт по территории Караидельского района Башкортостана. Начинается на высоте около 760 м над уровнем моря к югу от горы Круглая Сопка. Устье реки находится в 1,8 км по левому берегу реки Кизникей. Длина реки составляет 14 км.

## Данные водного реестра
По данным государственного водного реестра России относится к Иртышскому бассейновому округу, водохозяйственный участок реки — Тобол от истока до впадения реки Уй, без реки Увелька, речной подбассейн реки — Тобол. Речной бассейн реки — Иртыш.
Код водного объекта в государственном водном реестре — 14010500212111200000645.